# Cashbox
Cashbox (или Cash Box, произн. Кэшбо́кс) — американский еженедельный журнал, выходивший с июля 1942 по 16 ноября 1996 года и перезапущенный в 2006 году.
Был одним из журналов, публиковавших чарты популярности песен в США. Был одним из основных музыкальных изданий Соединённых Штатов и вместе с «Билбордом» и Record World одним из трёх еженедельных профессиональных журналов музыкальной индустрии страны.

## История
Журнал был основан в 1942 году как еженедельный журнал, посвящённый музыке и индустрии работающих на монетах музыкальных автоматов.
По состоянию на конец 1940-х — начало 1950-х годов в музыкальной индустрии США было три главных издания, публиковавших чарты популярности песен: Billboard (публикуется с 1894), Cash Box (публиковался с 1942 по 1996) и Music Vendor (публиковался с 1946 по 1982 гг.; в 1964 году был переименован в Record World). Все три публиковали много разных чартов. Например, как и Billboard, Cash Box публиковал отдельный чарт для популярных урбанизированных афроамериканских исполнителей (в «Билборде» он в разные периоды назывался «Rhythm & Blues», «R&B», «Soul», «Black», «Hip-Hop») (хотя у «Билборда» был период с 30 ноября 1963 г. по 23 января 1965 г., когда R&B включался в один чарт с другими типами популярной музыки). Методы подсчёта популярности также у всех трёх изданий на протяжении времени немного менялись.
Журнал Cash Box закрылся в 1996 году после скандала с обвинениями в подтасовке результатов чартов и в убийстве.

### Возрождение
В 2006 году Cash Box был восстановлен в качестве онлайн Cashbox Magazine с согласия и при сотрудничестве семьи покойного президента и издателя оригинального издания Джорджа Альберта. Cashbox иногда выпускает специальные печатные издания.
По состоянию на апрель 2015 года журнал Cashbox Magazine добавил следующие музыкальные чарты: Roots Music, Bluegrass Singles, Bluegrass Gospel Singles, Beach Music Top 40, Roadhouse Blues and Boogie Top 40, Country Christian Top 100 Singles и Southern Gospel Singles. Онлайн-журнал также перезапустил чарты Look Ahead Charts 1 марта 2015 года, охватывающие все жанры музыки. Cashbox Top 100 был расширен до Top 200. Все данные диаграмм для основных диаграмм Cashbox предоставляются Digital Radio Tracker.